# Volo Aeroflot 1491
Il volo Aeroflot 1491 era un volo passeggeri di linea dall'aeroporto di Mosca-Vnukovo all'aeroporto di Charkiv, nella RSS Ucraina. Il 18 maggio 1972, un Antonov An-10 operante su tale tratta si schiantò durante l'avvicinamento a Charkiv, provocando la morte di tutti i 122 a bordo. È il peggior incidente nella storia di un aereo di questo tipo.

## L'aereo
Il velivolo coinvolto nell'incidente era un Antonov An-10A, registrazione СССР-11215 (numero di fabbrica 0402502, MSN 25-02); venne prodotto nello stabilimento di Voronežskij Aviazavod il 3 febbraio 1961. Pochi giorni dopo fu consegnato alla divisione Aeroflot di Charkiv. Era equipaggiato con 4 motori turboelica Ivchenko AI-20. Al momento dell'incidente, il velivolo aveva accumulato 15 483 ore di volo in 11 105 cicli di decollo-atterraggio.

## L'equipaggio
L'equipaggio responsabile dell'aeromobile era dell'87ª squadra di volo (Squadrone unito di Charkiv). Il comandante Vladimir Vasil'cov era incaricato di condurre le operazioni; anche il primo ufficiale Andrej Burkovskij, il navigatore Aleksandr Griško, l'ingegnere di volo Vladimir Ščokin e l'operatore radio Konstantin Peresečanskij erano nella cabina di pilotaggio. A bordo c'erano due assistenti di volo: Lidija Danšina e Ljudmila Kulešova. Nel velivolo c'era anche un ufficiale del ministero degli Interni, Ivan Medvedjuk.

## L'incidente
Il volo 1491 decollò dall'aeroporto di Mosca-Vnukovo alle 10:39 in rotta verso Charkiv, nella RSS Ucraina. Mentre scendeva dall'altitudine di crociera di 23 600 piedi (7 200 m) ad un'altitudine di 4 900 piedi (1 500 m), l'Antonov An-10 subì un cedimento strutturale con conseguente separazione di entrambe le ali. La fusoliera precipitò in un'area boscosa, provocando la morte di tutti i 115 passeggeri e 7 membri dell'equipaggio a bordo dell'aeromobile.

## Le indagini
La Pravda riferì dello schianto del volo 1491 poco dopo che accadde. All'epoca, era insolito in Unione Sovietica che ci fossero notizie di stampa sugli incidenti aerei interni.
La probabile causa dell'incidente venne determinata essere un cedimento strutturale della sezione centrale dell'ala a causa di una fessura generata dalla fatica del metallo.
A seguito di questo incidente, Aeroflot cessò di utilizzare gli An-10. Sarebbero presto stati sostituiti dai Tupolev Tu-154.